# 圣阿格尼丝
羅馬的依搦斯（Agnes of Rome），也作圣雅妮、圣依嫋斯或圣艾格尼丝，是基督宗教敬奉的童貞女及殉道者。生活于公元4世纪初的罗马。她是在七位婦女跟隨聖母馬利亞的其中一位，在天主教的常典弥撒中被記念。传说阿格尼丝貌美，约13岁时自称除了耶稣以外别无所爱，矢志不嫁。求婚者不得逞而揭发她信基督教，当局把她投入娼门作为惩罚。嫖客慑于她的正气不敢侵犯她，有一人企图侵犯她立即双目失明。罗马皇帝戴克里先迫害基督徒时期阿格尼丝以身殉教。

## 艺术形象

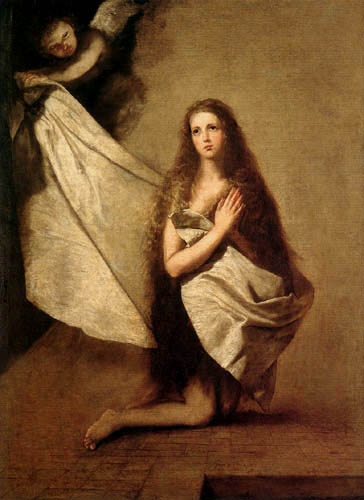
胡塞佩·德·里贝拉绘
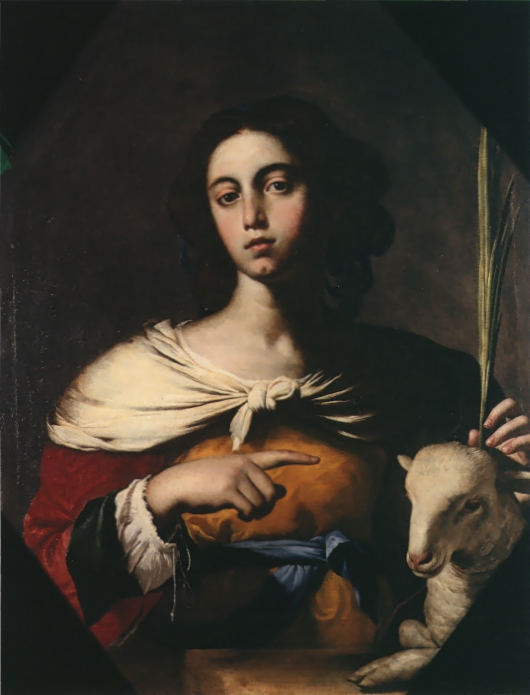
弗朗切斯科·瓜里诺绘
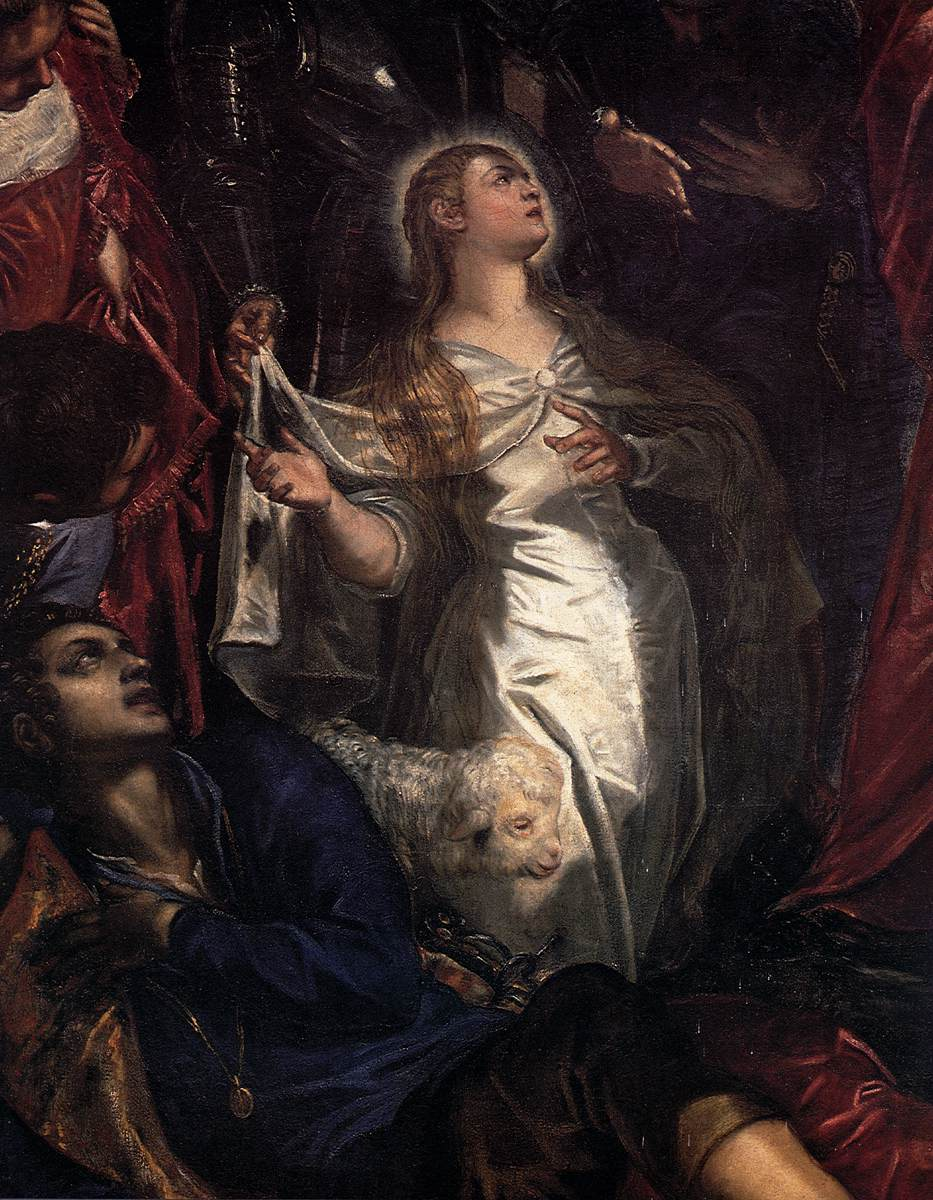
丁托列托绘
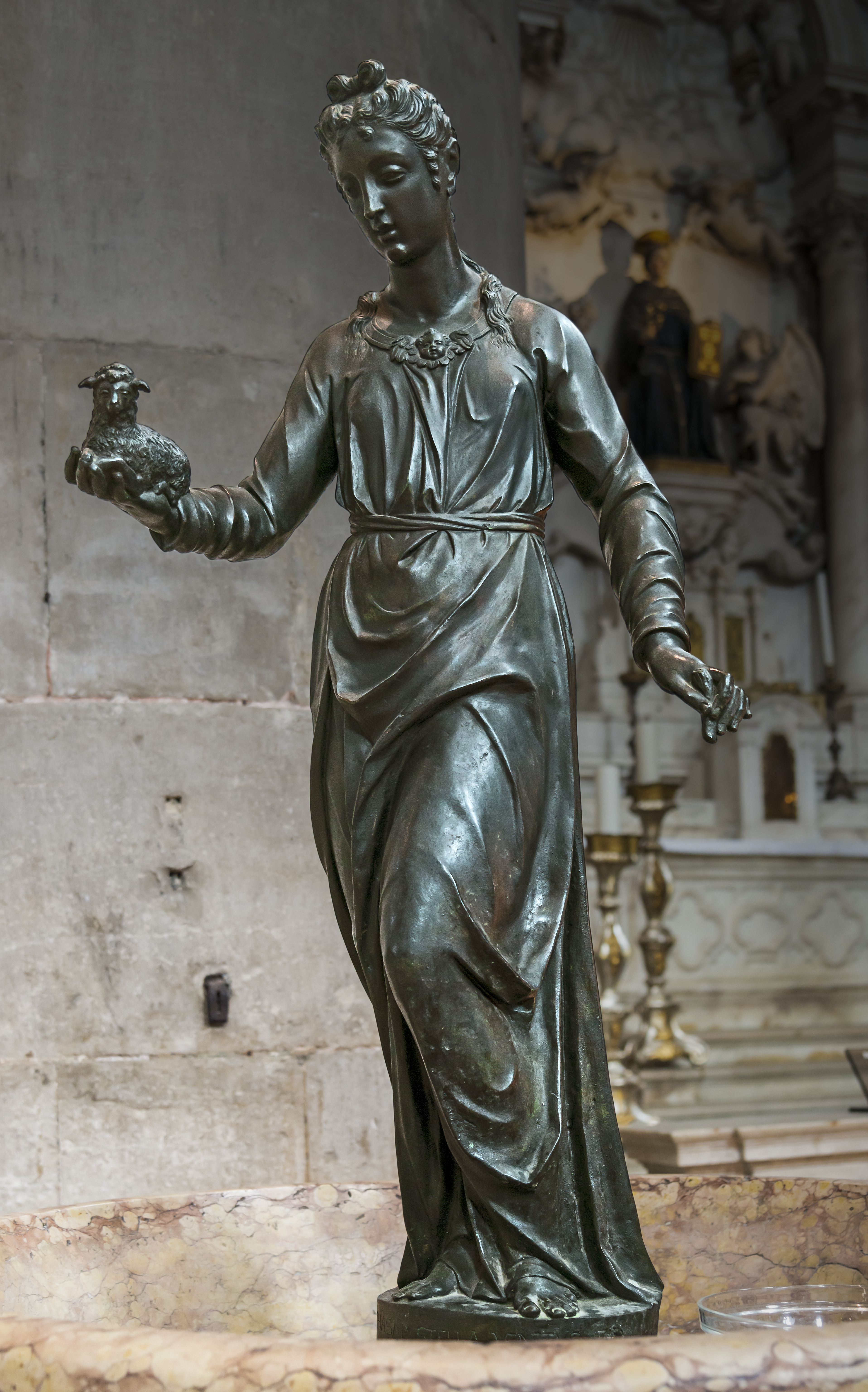
圣方济会荣耀圣母圣殿